# Kecamatan Batu Aji
Kecamatan Batu Aji är ett distrikt i Indonesien.   Det ligger i provinsen Kepulauan Riau, i den västra delen av landet, 900 km norr om huvudstaden Jakarta. Kecamatan Batu Aji ligger på ön Pulau Batam.